# OMV AG
OMV AG (tidligere Österreichische Mineralölverwaltung AG (ÖMV)) er en østrigsk olie-, naturgas og kemikoncern. Virksomheden er med en omsætning på ca. 20 mia. Euro (2007) og 33.665 ansatte (inkl. datterselskabet Petrom i Rumænien) Østrigs største virksomhed. OMV står både for råstofindvinding, raffinering og detailsalg og har aktiviteter i 13 lande i central- og østeuropa.
OMV blev grundlagt i 1956 som Österreichische Mineralölverwaltung AG (ÖMV) af SMV, som var en virksomhed kontrolleret af den russiske besættelsesmagt. I 1966 tog man raffinaderiet udenfor Wien i brug. OMV var oprindelig en rent statsejet virksomhed, men i 1987 privatiseredes 15 % af virksomheden og den blev samtidig børsnoteret som den første statsvirksomhed i Østrig. Siden er virksomheden yderligere privatiseret og den østrigske stat ejer nu 31,5 % gennem Österreichische Industrieholding AG. 49,3 % af aktierne er på det frie marked.
I 2004 købte OMV 51 % af den statslige rumænske oliekoncern Petrom for omkring 1,5 mia. Euro, hvorved koncernen blev markedsledende i central- og østeuropa. I 2006 blev OMV engageret i Tyrkiet gennem køb af 34 % af oliekoncernen Petrol Ofisi og dermed 3.600 tankstationer, 1.000 medarbejdere og 29 % af kendte olielagre i Tyrkiet.